# Socket (procesor)

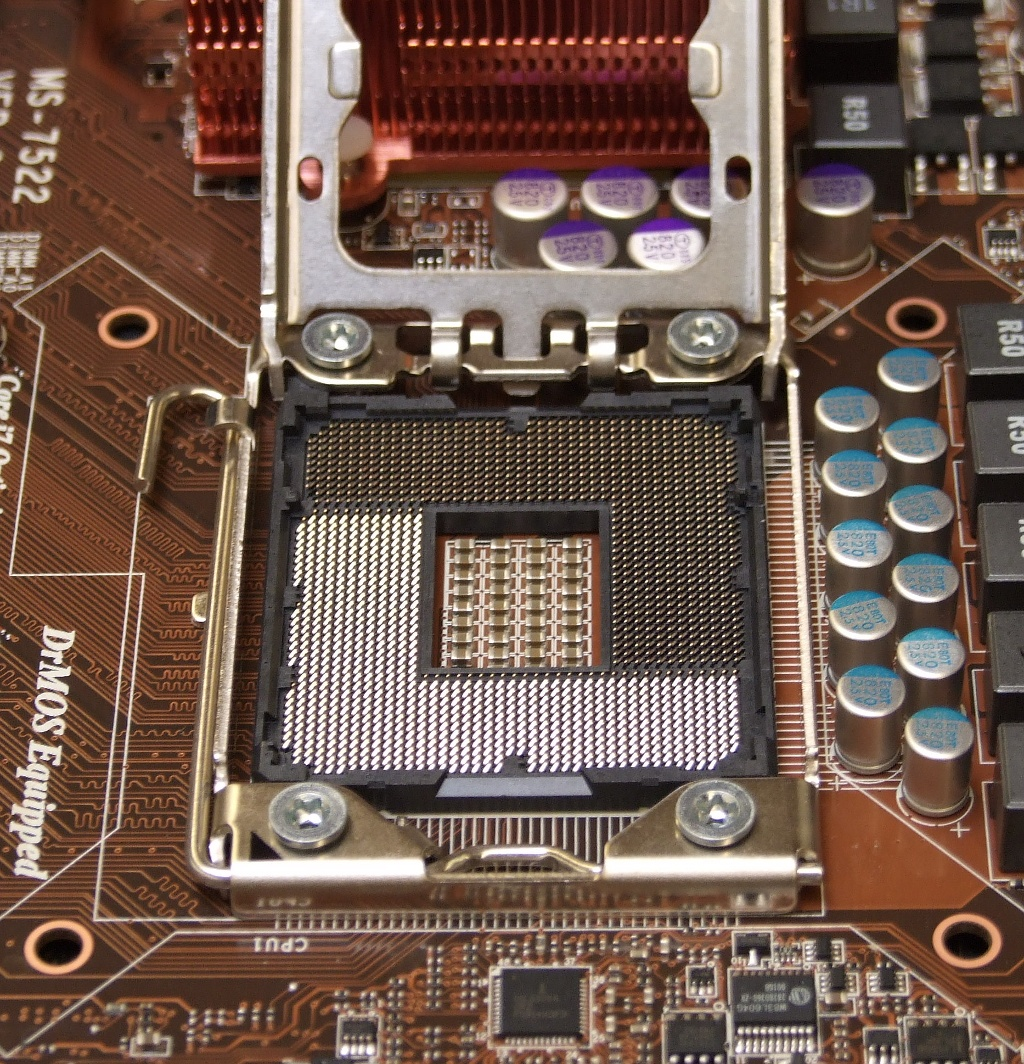
Soclu Intel 1366 (LGA)

Socket este un termen din limba engleză (în traducere, soclu pentru procesor) și reprezintă suprafața de contact a procesorului cu placa de bază. Soclurile pentru procesor sunt utilizate pentru fixarea procesorului pe placa de bază în computerele desktop și servere. Laptopurile folosesc de obicei procesoare montate direct (sudate) pe placa de bază, deoarece în acest mod necesită mai puțin spațiu.
Există foarte multe tipuri de socluri care au mai multe diferențe între ele, deoarece aproape fiecare nouă apariție a unui procesor beneficiază de un soclu nou.

## Tipuri

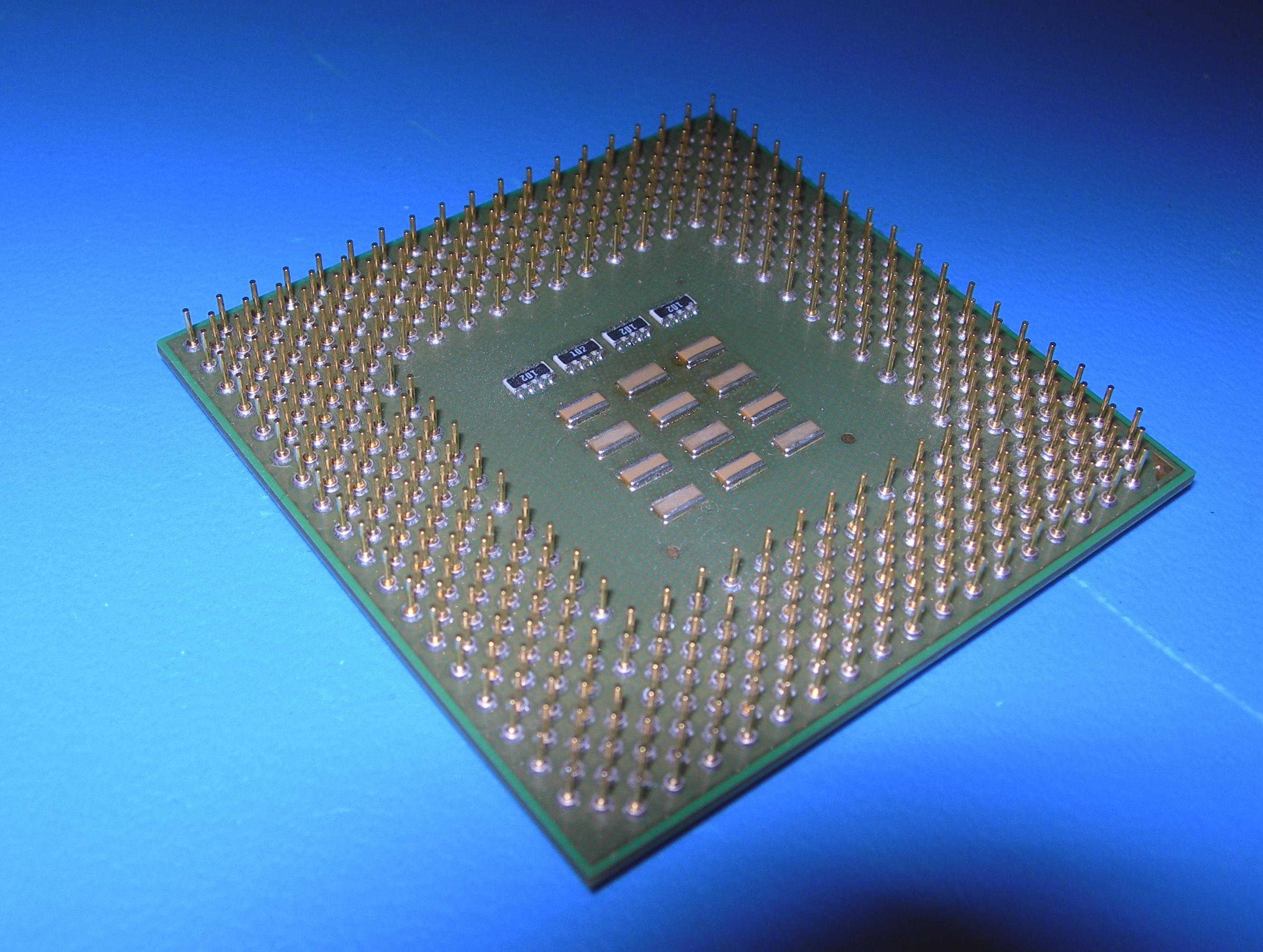
Procesor AMD PGA

- Pin Grid Array (PGA) - pinii sunt situați pe procesor. Cele mai multe socluri și procesoare actuale sunt construite în jurul acestei arhitecturi. Aceasta metodă este specifică procesoarelor AMD.

Există mai multe variante PGA: Plastic Pin Grid Array (PPGA), Flip Chip Pin Grid Array (FCPGA), Ceramic Chip Pin Grid Array (CPGA), Organic Chip Pin Grid Array (OPGA).
- Land Grid Array (LGA) - pinii sunt situați pe soclu, procesorul are o suprafață netedă, având doar contacte metalice. Tehnologia LGA a fost folosită din 1996 pe procesoarele de server MIPS R10000 și PA-8000, apoi din 1996 pe microprocesoarele PC Intel (Pentium 4, Xeon, Core) și AMD Opteron. LGA este utilizat în prezent pe aproape toate procesoarele Intel.[2][3]

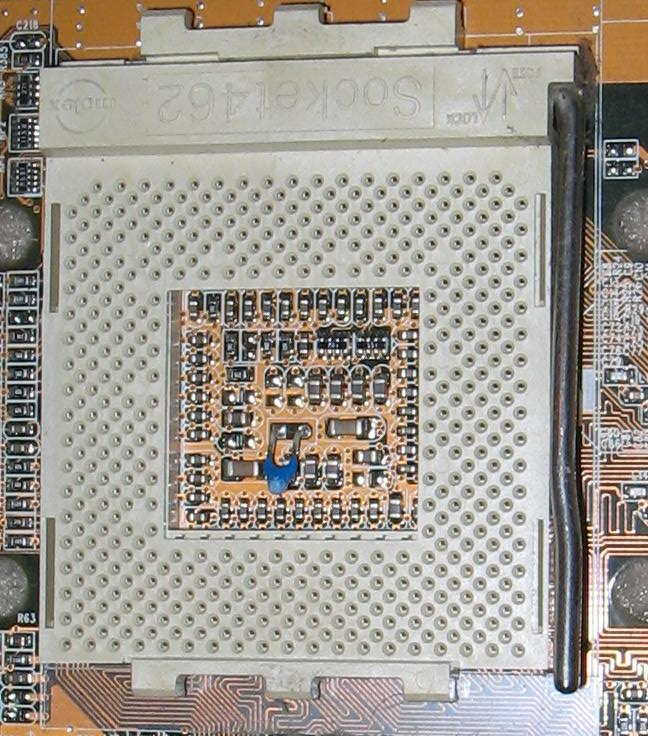
Soclu ZIF (Socket A)

- Zero Insertion Force (ZIF) - este un tip nou de soclu prin care microprocesorul este așezat direct în soclu, fără a fi nevoie să se aplice forța. Este folosit cu precădere pentru socluri cu un număr mare de pini. AMD și Intel utilizează socluri ZIF pentru aproape toate produsele lor.

- Ball Grid Array (BGA) - asemănător PGA, conexiunea este realizată de mici știfturi circulare plasate pe soclu, care urmează să fie fixate prin sudare pe placa de bază.

Exemple de tipuri diferite de BGA:
- Pe baza materialului sau tehnologiei folosite pentru fabricare: Plastic Laminate BGA (PBGA), Ceramic BGA (CBGA), Tape BGA (TBGA),  Organic Ball Grid Array (OBGA).
- Pe baza tipului de BGA: Molded Array Process BGA (MAPBGA), Thermally Enhanced BGA (TEPBGA), Package on Package (PoP) BGA, Micro BGA (μBGA). [4][5]

## Socluri Intel
Soclurile procesorului x86 mai vechi erau numerotate în ordinea emiterii, de obicei cu o cifră. Ulterior, conectorii au fost desemnați prin numere corespunzătoare numărului de pini  ai procesorului.

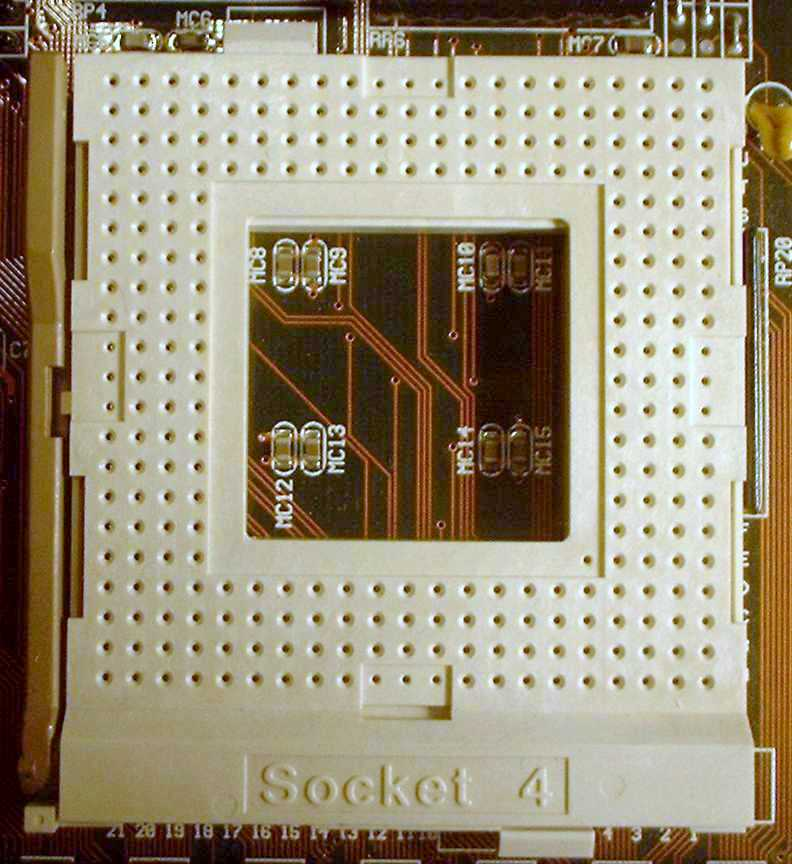
Socket 4 Pentium

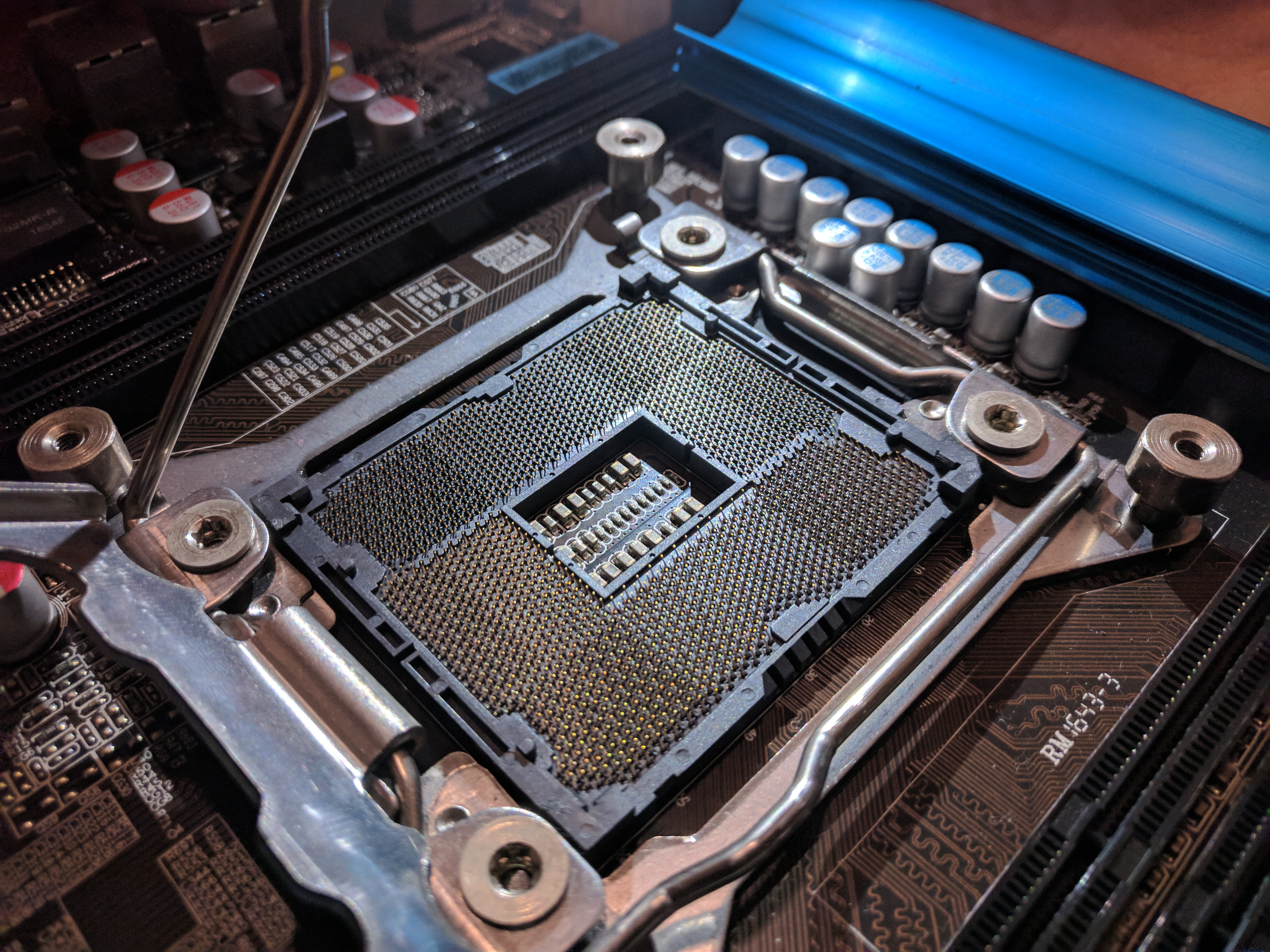
Socket R (LGA 2011-0)

### Socluri desktop
- DIP - Intel 8086, Intel 8088
- PLCC - Intel 80186, Intel 80286, Intel 80386
- Socket 1 - Intel 80486
- Socket 2 - Intel 80486 și compatibile
- Socket 3 - Intel 80486
- Socket 4 - Pentium
- Socket 5 - Pentium, AMD K5, IDT WinChip C6, WinChip 2, Cyrix/IBM/TI M1/6x86
- Socket 6 - 80486DX4 (versiune modificată a Socket 3)
- Socket 7 - Pentium, Pentium MMX, AMD K6, IDT WinChip, Cyrix/IBM/TI 6x86L, MII/ 6x86MX, Rise mP6.
- Slot 1 - Pentium II, primul Pentium III, Celeron (233 MHz - 1,13 GHz)
- Socket 8 - Pentium Pro
- Socket 370 - Pentium III (500 MHz - 1,4 GHz), Celeron, VIA Cyrix III, VIA C3
- Socket 423 - Pentium 4 și Celeron, miez Willamette
- Socket 495 - Pentium III, Celeron
- Socket 478 - Pentium 4 și Celeron, Willamette, Northwood, Prescott
- Socket T (LGA775) - Pentium 4, Pentium D, Celeron D, Pentium XE, Core 2 Duo, Core 2 Extreme, Celeron, seria Xeon 3000, Core 2 Quad
- Socket B (LGA1366) - Core i7 seria 900
- Socket H (LGA 1156) - Core i7, Core i5, Core i3
- Socket H2 (LGA 1155) - Intel Sandy Bridge și Ivy Bridge
- Socket R (LGA 2011) - Core i7 Sandy Bridge-E
- Socket H3 (LGA1150) - Intel Haswell, Haswell Refresh, Broadwell
- Socket R3 (LGA 2011-3) - Haswell-E, Haswell-EP (modificare LGA 2011)
- Socket H4 (LGA 1151) - Intel Skylake, Kaby Lake, Coffee Lake
- Socket R4 (LGA 2066) - Intel Skylake-X
- Socket H5 (LGA 1200) - Intel Comet Lake

### Socluri server

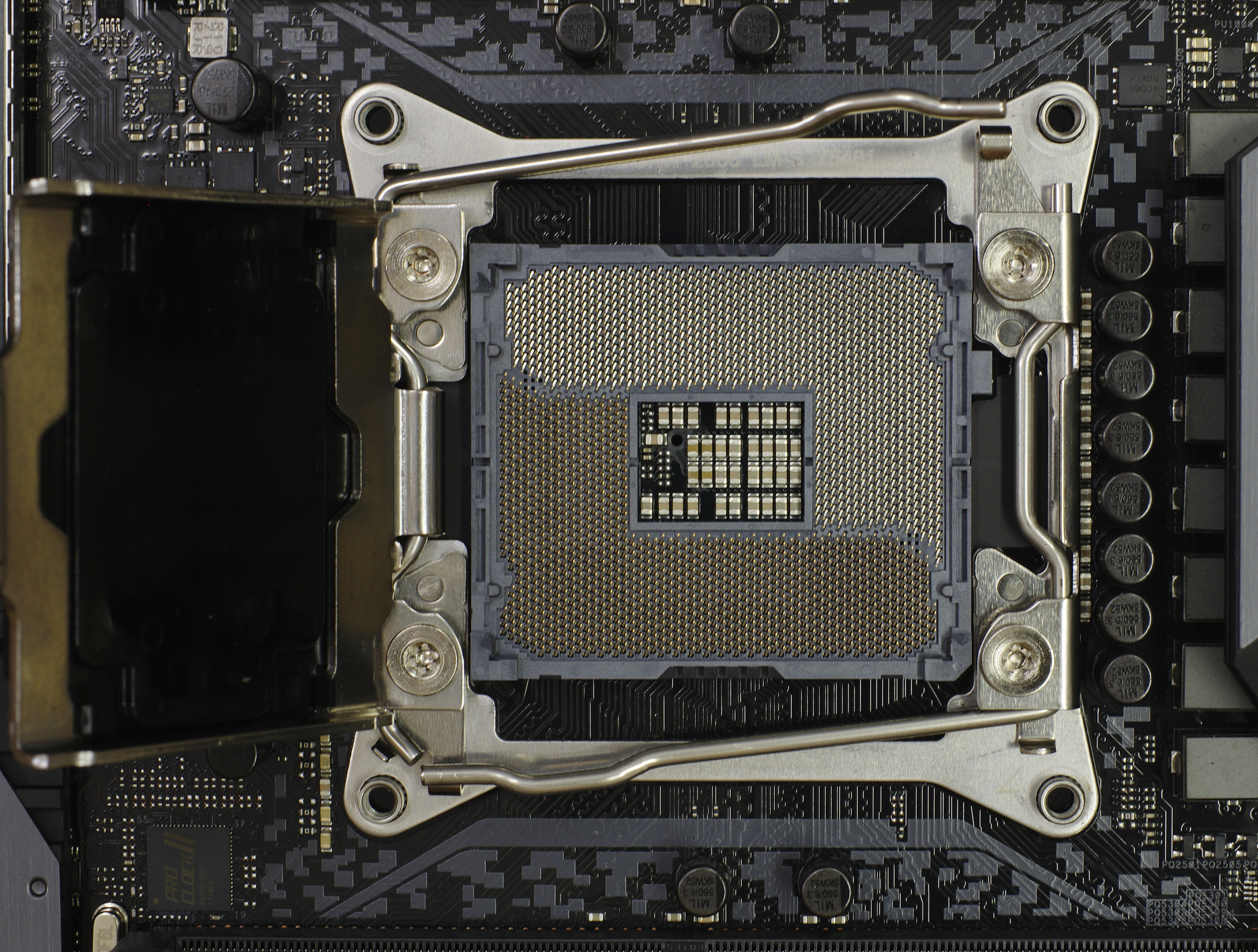
Socket R4 (LGA 2066) - Intel Kaby Lake-X

- Slot 2 - Pentium II Xeon, Pentium III Xeon
- PAC418 - Itanium
- Socket 603/604 - Xeon, Willamette și Northwood
- PAC611 - Itanium 2, HP PA-RISC 8800 și 8900
- Socket J (LGA771) - Intel Xeon 50xx, 51xx (Dempsey și Woodcrest), 53xx (Clovertown), 54xx (Harpertown)
- Socket B (LGA1366) - Xeon seria 35xx, 36xx, 55xx, 56xx
- Socket LGA 1248 - Intel Itanium seria 9300
- Socket LS (LGA 1567) - Intel Xeon 6500 și 7500
- Socket R (LGA 2011) - Core i7 și Xeon
- Socket B2 (LGA1356) - Core i7 și Xeon (înlocuiește soclul LGA 1366)
- Socket LGA 3647 - Intel Xeon Phi și Skylake-SP
- Socket R4 (LGA 2066) - Intel Kaby Lake-X

### Laptop

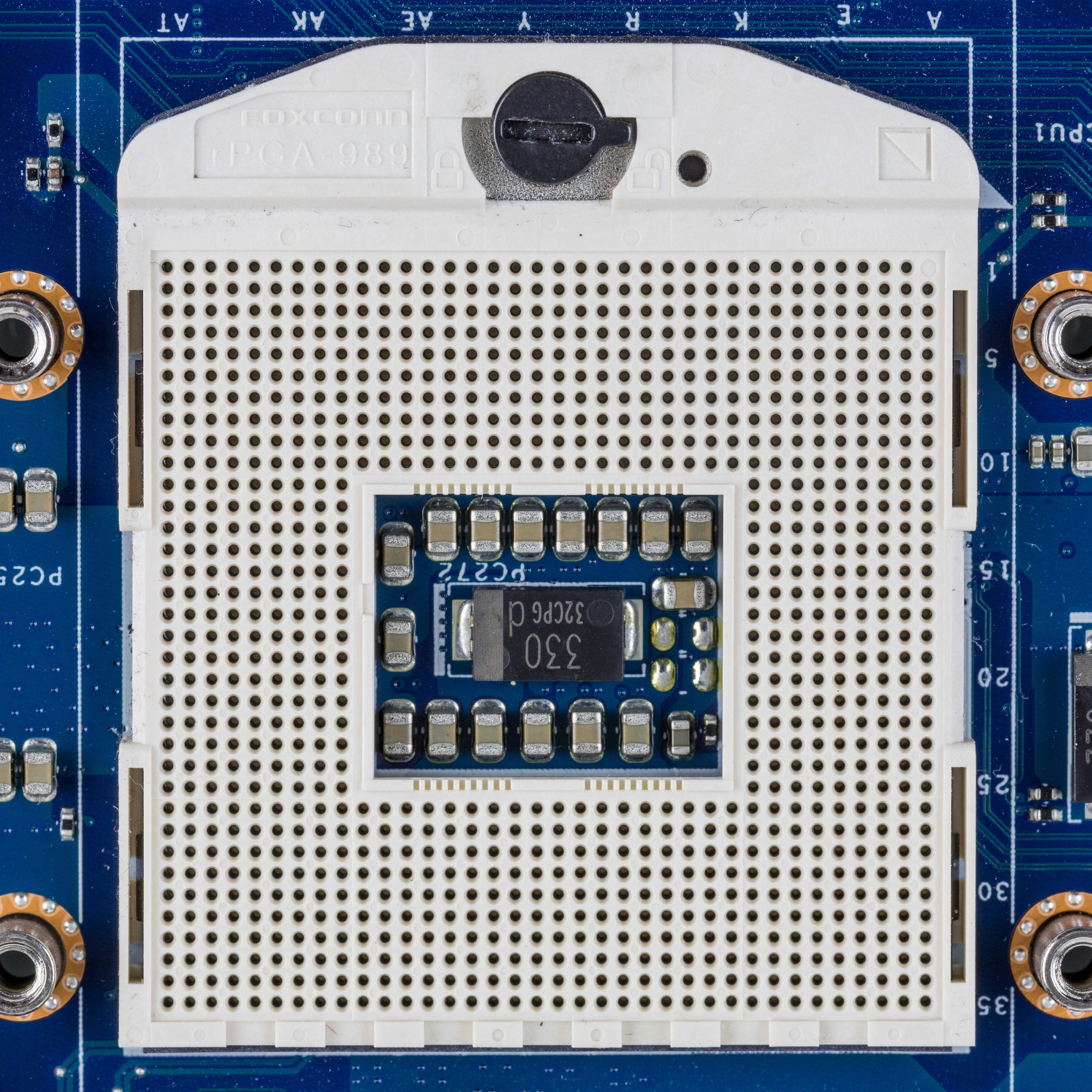
Socket G2

- Socket 495 (2000) - Intel Celeron (FC-PGA2), PGA-ZIF
- Socket 479 (mPGA479M) (2001) - Pentium III-M și Celeron M 3xx, compatibil și cu Socket M (Intel Core Solo, Core Duo, Core 2 Duo și Celeron M 4xx / 5xx)
- Socket M (mPGA478MT) (2006) - a înlocuit Socket 479, procesoare Core/Core 2
- Socket P (mPGA478MN) (2007) - a înlocuit Socket M, procesoare din familia Core 2
- Socket G1 (rPGA988A) (2009) - a înlocuit Socket P, procesoare Core de primă generație
- Socket G2 (rPGA988B) (2011) - a înlocuit Socket G1, procesoare Core de a doua generație
- Socket G3 (rPGA946) (2013) - a înlocuit Socket G2, familia de procesoare Core a treia generație

## Socluri AMD

### Socluri desktop

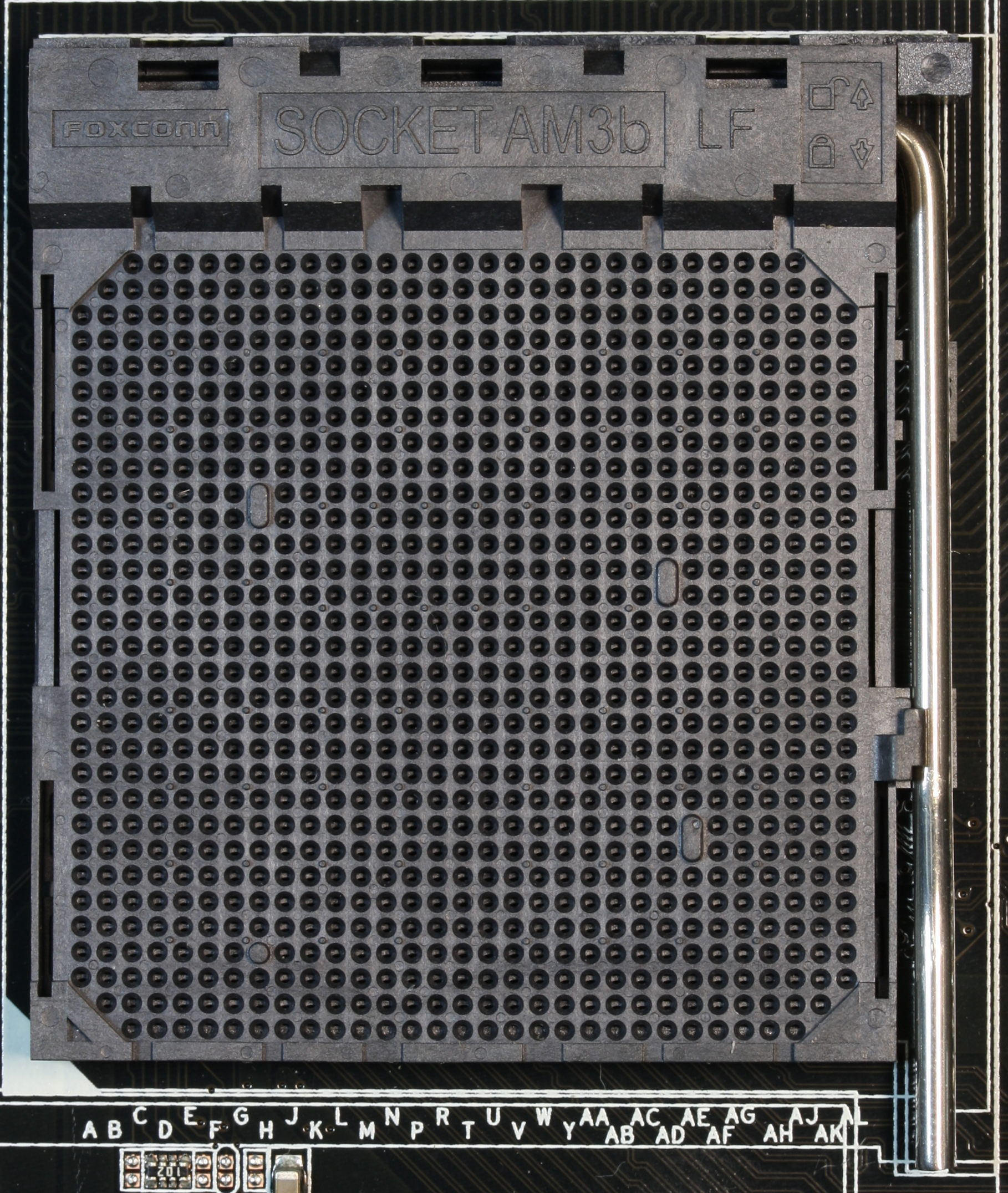
Socket AM3+

- Super Socket 7 (1998)  - AMD K6-2, AMD K6-III, AMD K6-2 +/K6-III +, Rise mP, Cyrix MII/6x86MX
- Slot A (1999)  - Athlon, bazat pe nucleul K7
- Socket 462/Socket A (2000) - Athlon, Athlon XP, Athlon MP, Sempron, Duron
- Socket 754 (2003)  - Low-end Athlon 64, Sempron, Turion 64
- Socket 939 (2004) - Athlon 64 și Athlon 64 FX
- Socket 940 (2003) -  Opteron
- Socket AM2 (2006) - Athlon 64, Athlon 64 X2
- Socket F (2006) - Athlon 64 FX
- Socket AM2+ (2007) - Athlon 64, Athlon X2, Phenom, Phenom II (înlocuitor pentru Socket AM2, cu suport pentru magistrala HyperTransport 3.0)
- Socket AM3 (2009)  - Phenom II, Athlon II, Sempron, Opteron (seria 1300); suport de memorie DDR3
- Socket AM3+ (2011) - AMD FX Vishera, AMD FX Zambezi, Phenom II, Athlon II, Sempron (microarhitectura Bulldozer)
- Socket FM1 (2011) - AMD Llano, din seria AMD Fusion (prima generație APU)
- Socket FM2 (2012) - Trinity și Richland, microarchitectură Piledriver
- Socket FM2+ (2014) - Kaveri și Godavari, microarhitectură Steamroller
- Socket AM1 (2014) - Athlon și Sempron (compatibile cu procesoare Kabini bazate pe microarhitectura Jaguar)
- Socket AM4 (2016) - Ryzen 9, Ryzen 7, Ryzen 5, Ryzen 3, Athlon 200 (bazate pe noua microarhitectură Zen, Zen +, Zen2; suport de memorie DDR4
- Socket TR4 (2017) - Ryzen Threadripper
- Socket sTRX4 (2019) - Ryzen Threadripper (seria 3000)

### Socluri server

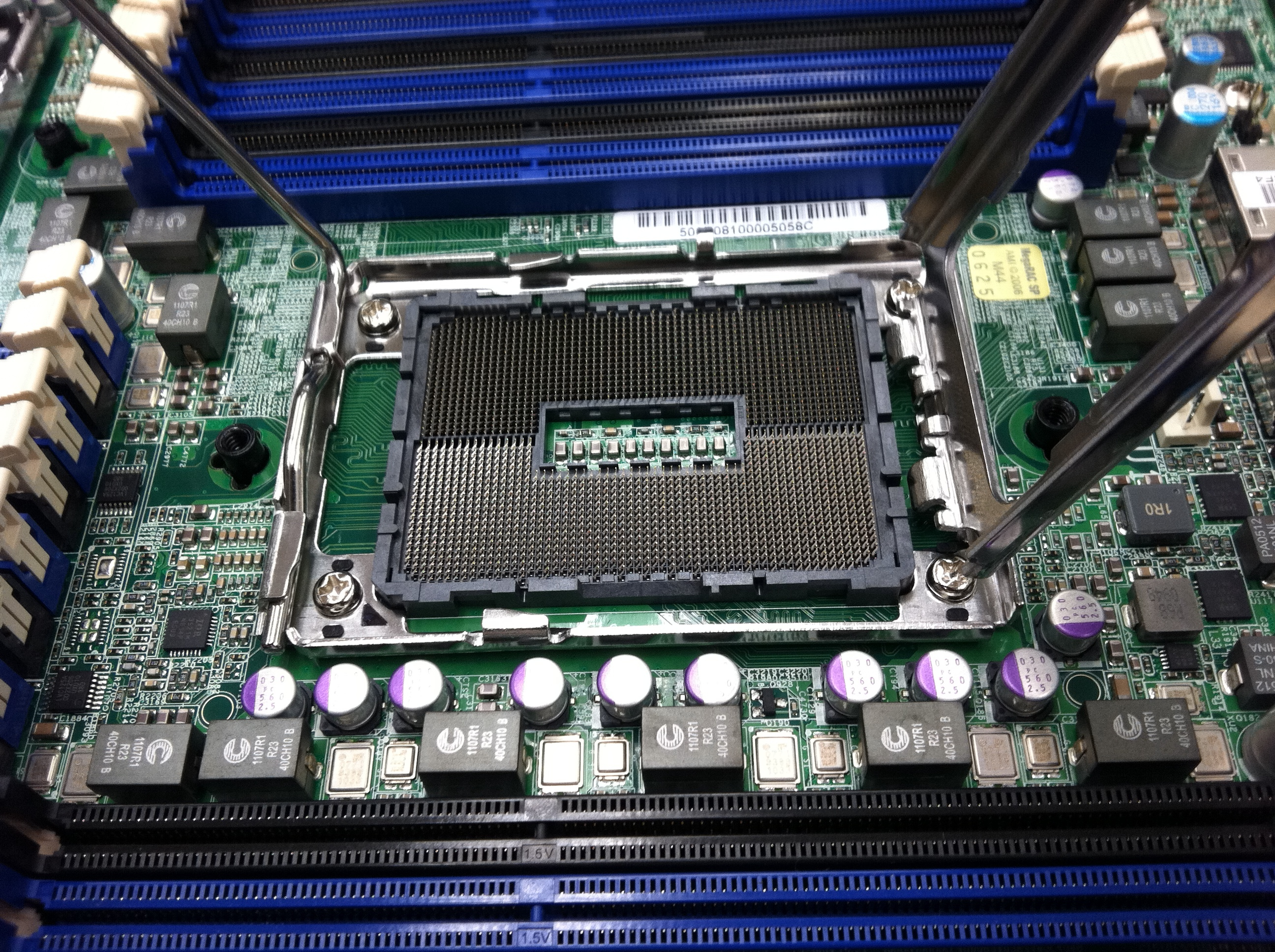
Socket G34

- Socket 940  - Opteron și Athlon FX
- Socket F (Socket 1207) - Opteron
- Socket F + (Socket 1207+) - procesoare Opteron cu suport pentru magistrala HyperTransport 3.0
- Socket C32 - Opteron seria 4000, procesor unic și dual
- Socket G34 - Opteron seria 6000, dual și quad
- Socket SP3 - server Epyc, bazat pe microarhitectură Zen, Zen +, Zen2.

### Laptop

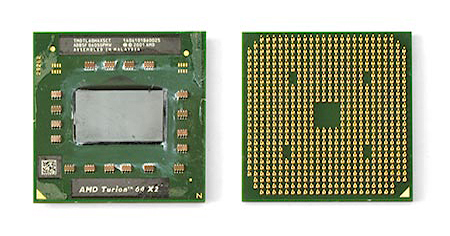
Turion 64 X2 și socket S1

- Socket 563 (2002) - Athlon XP-M mobil
- Socket S1 (2006) - Mobile Athlon 64 X2, Turion 64 X2 și Mobile Sempron
- Socket FS1 (2011) - AMD Llano
- Socket FT1 (2011) - Ontario
- Socket FP2 (2012) - Trinity
- Socket FT3 (2013) - Jaguar (Kabini)
- Socket FP3 (2014 - Puma (Kaveri, Beema)
- Socket FP4 (2015) - Carrizo
- Socket FP5 (2017, 2018) - Ryzen 5, Ryzen 7, Ryzen 3, Ryzen 3 Pro, Ryzen 5 Pro, Ryzen7 Pro.
- Socket FP6 (2020) - Ryzen 9[6][7][8]